# Tivoli (Grenada)
Tivoli – miasto w Grenadzie, położone na północnym wschodzie wyspy, w pobliżu rzeki Antoine. Według danych z 2006 mieszka tutaj około 700 ludzi. Nieopodal Tivoli leżą miejscowości La Poterie oraz Belmont.